# Texella homi
Texella homi is een hooiwagen uit de familie Phalangodidae.